# Фэрбенкс, Чарлз
Чарлз Уоррен Фэрбенкс (англ. Charles Warren Fairbanks; 11 мая 1852 — 4 июня 1918) — американский политический и государственный деятель;, член Республиканской партии США. 26-й вице-президент США.

## Биография
Фэрбенкс родился в бревенчатой хижине недалеко от Юнионвилл-Сентр в штат Огайо, в семье Мэри Аделаиды (Смит) и Лористона Монро Фэрбенкса, изготовителя тележек.
После посещения сельской школы и работы на ферме Фэрбенкс поступил в Университет Огайо, который окончил в 1872 году. Там Фэрбенкс был соредактором школьной газеты вместе с Корнелией Коул, на которой он женился после того, как оба окончили школу.
С 1897 по 1905 год — сенатор Конгресса США от Индианы.
В 1903 году в честь Чарлза Фэрбенкса был назван город Фэрбанкс на Аляске.
Президентские выборы в США (1904): В 1904 году стал кандидатом вице-президенты США при Теодоре Рузвельте. Занимал пост вице-президента страны с 1905 по 1909 годы.
Президентские выборы в США (1916): В 1916 году повторно выдвинут на кандидатуру вице-президента при Чарльзе Хьюзе, однако тот потерпел неудачу, проиграв выборы Вудро Вильсону.
4 июня 1918 года Фэрбенкс умер у себя дома в возрасте 66 лет от нефрита и был похоронен на кладбище Краун-Хилл в Индианаполисе.